# Malorie Blackman
Malorie Blackman (nascida em 8 de fevereiro de 1962) é uma escritora britânica que ocupou o cargo de Children's Laureate de 2013 a 2015. Ela escreve principalmente literatura e drama televisivo para crianças e jovens. Ela tem usado da ficção científica para explorar questões sociais e éticas. Sua série Noughts and Crosses, aclamada pela crítica e pelo público, usa o cenário de uma distopia fictícia para explorar o racismo. Blackman recebeu muitas honrarias por seu trabalho, incluindo, mais recentemente, o Prêmio PEN Pinter 2022.

## Vida pessoal
Malorie Blackman nasceu em Clapham, Londres, e cresceu em Bromley, com mais quatro irmãos. Seus pais eram de Barbados e vieram para a Grã-Bretanha como parte da " geração Windrush ". Seu pai era motorista de ônibus e sua mãe trabalhava em uma fábrica de pijamas. Na escola, Blackman queria ser professora de inglês, mas na vida adulta se tornou programadora de sistemas . Ela ganhou um HNC na Thames Polytechnic e é graduada pela National Film and Television School.
Malorie Blackman vive com o marido e a filha em Kent, Inglaterra. Em seu tempo livre, ela gosta de tocar piano, compor, jogar jogos de computador e escrever poesia.  Ela é o tema de uma biografia para crianças de Verna Wilkins.
Em março de 2014, Blackman juntou-se a outros autores proeminentes no apoio à campanha Let Books Be Books, que busca impedir que livros infantis sejam rotulados como "para meninas" ou "para meninos".

## Carreira
O primeiro livro de Blackman foi Not So Stupid!, uma coleção de histórias de terror e ficção científica para jovens, publicada em novembro de 1990. Desde então, ela escreveu mais de 60 livros infantis, incluindo romances e coleções de contos, além de roteiros de televisão e uma peça de teatro.
Seu trabalho ganhou mais de 15 prêmios. «Awards and Prizes». Kids at Random House. Random House Children's Books. Consultado em 23 de março de 2007</ref> Os roteiros de televisão de Blackman incluem episódios do drama infantil de longa duração Byker Grove, bem como adaptações para a televisão de seus romances Whizziwig e Pig-Heart Boy. Ela se tornou a primeira pessoa de cor a trabalhar em Doctor Who.
A premiada série Noughts & Crosses de Blackman, explorando amor, racismo e violência, se passa em uma distopia fictícia. Explicando sua escolha do título, em uma entrevista de 2007 para o site Blast da BBC, Blackman disse que o jogo da velha é "um daqueles jogos que ninguém joga depois da infância, porque ninguém nunca ganha". Em entrevista ao The Times, Blackman disse que antes de escrever Noughts & Crosses, as etnias de seus protagonistas nunca foram centrais nas tramas de seus livros. Ela também disse: "Eu queria mostrar crianças negras apenas seguindo com suas vidas, tendo aventuras e resolvendo seus dilemas, como os personagens de todos os livros que li quando criança".
Blackman finalmente decidiu abordar o racismo diretamente.Ela reutilizou alguns detalhes de sua própria experiência, incluindo uma ocasião em que precisou de uma bandagem adesiva e descobriu que elas foram projetados para serem imperceptíveis apenas na pele de pessoas brancas.
Blackman foi nomeada Oficial da Ordem do Império Britânico (OBE) nas Honras de Aniversário de 2008.
Em junho de 2013, Blackman foi anunciada como a nova Children's Laureate, sucedendo Julia Donaldson.
Blackman é colaboradora da antologia de 2019 New Daughters of Africa (editada por Margaret Busby ) com uma carta escrita para sua filha.
Em 2022, foi escolhida como vencedora do Prêmio PEN Pinter, tornando-se a primeira escritora de livros infantis e juvenis a receber o prêmio.

## Posicionamento político
Em agosto de 2014, Malorie Blackman foi uma das 200 figuras públicas que foram signatárias de uma carta ao The Guardian se opondo à independência escocesa no período que antecedeu o referendo de setembro sobre essa questão.

## Livros com tradução para o português
- Xeque-Mate. Minotauro, 2021.
- Fio da Navalha. Minotauro, 2020.
- Noughts and Crosses - Zeros & Cruzes. Minotauro, 2020.

## Prêmios e indicações

### Conjunto da obra
- 1997, Prêmio Excelle/Write Thing Children's Author of the Year.[11]
- 2005, Prêmio Eleanor Farjeon do Círculo do Livro Infantil .[21]
- 2013, The Kitschies Black Tentacle por "excelente conquista em encorajar e elevar a conversa em torno da literatura de gênero"[22]
- 2022, Prêmio PEN Pinter .[23]

### Romances

#### PorHacker(1995)
- 1994, WH Smith Mind Boggling Book of the Year Award .[11]
- 1994, Young Telegraph /Gimme 5 Children's Book of the Year Award.[11]
- 1995, Prêmio de Livro Infantil de Birmingham/TSB (shortlist).[21]

#### PorA.N.T.I.D.O.T.E(1997)
- 1997, Stockport Children's Book of the Year Award (categoria Key Stage 3).[11]
- 1997, Prêmio Livro Infantil Stockton-on-Tees (shortlisted).[21]
- 1998, Sheffield Children's Book Award (altamente elogiado).[21]
- 2001, Stockport Schools Book Award (shortlist).[21]

#### PorPig-Heart Boy(1997)
- 1998, Medalha Carnegie (shortlist).[11]
- 1998, Prêmio UKRA.[11]
- 1999, Livro Infantil do Ano de Lancashire (shortlist).[21]
- 1999, Wirral Paperback of the Year Award.[11][21]

#### PorTell Me No Lies(1999)
- 1999, Stockport Children's Book Award (shortlisted) (categoria Key Stage 4).[11][21]

#### PorDead Gorgeous(2002)
- 2003, Calderdale Livro do Ano (shortlist).[21]
- 2003, Salford Children's Book Award (shortlist).[21]

#### Pelos livros da sérieNoughts & Crosses
- 2002, Livro Infantil do Ano de Lancashire.[11][21]
- 2002, Prêmio Red House Children's Book.[11][21]
- 2002, Sheffield Children's Book Award.[11][21]
- 2003, Wirral Paperback of the Year Award.[11][21]
- 2004, Prêmio de Ficção Fantástica.[11]
- 2005, Berkshire Book Award (shortlist).[21]
- 2005, Lancashire Children's Book of the Year (shortlist).[21]
- 2005, Redbridge Teenage Book Award (shortlist).[21]
- 2006, Lancashire Children's Book of the Year (shortlist).[21]
- 2006, Livro do Ano dos Jovens de Staffordshire.[21]

#### PorCloud Busting(2004)
- 2004, Nestlé Smarties Book Prize (Prêmio de Prata) (categoria de 6 a 8 anos).[11]
- 2005, Redbridge Children's Book Award (shortlist).[21]
- 2005, Stockport Schools Book Award (shortlist).[21]
- 2006, Prêmio de Livro Infantil de Nottingham (shortlist) (categoria de 10 a 11 anos).[21]
- 2006, West Sussex Children's Book Award (shortlist).[21]

#### PorCrossfire(2019)
- 2019, Prêmio Costa do Livro Infantil (Shortlist).[24]

### Adaptações para a televisão

#### PorPig-Heart Boy
- 2000, BAFTA Melhor Drama.[11][21]
- 2000, Race and Media Best Drama Award.[11]
- 2000, Royal Television Society Award (categoria Drama Infantil).[11]
- 2001, Chicago TV Festival (shortlist).[11]
- 2001, Prêmio do Júri Infantil Prix Danúbio.[11]

#### Pelo  episódio "Rosa" deDoctor Who
- 2019, Hugo Award de Melhor Apresentação Dramática (Short Form), indicado[25]